# Девід Ро
Де́від Ро́ (англ. David Roeнар.11 вересня 1965) — англійський колишній професіональний гравець в снукер, тренер зі снукеру.

## Кар'єра
Девід Ро чотири рази був чвертьфіналістом рейтингових турнірів.

## Місця в світовій табелі про ранги
За результатами сезону 1991/92 Ро увійшов до топ-64, а в сезоні 1994/95 досяг свого найвищогодля місця у рейтингу — тринадцятого.
У 2010 році Девід Ро став працювати тренером в Ірані.